# Coupe du monde de skeleton 2001-2002
La Coupe du monde 2001-2002 de Skeleton se déroule à Schönau am Königssee en Allemagne. 

## Classement général masculin
| Rang | Nom              | Pays       | Points |
| ---- | ---------------- | ---------- | ------ |
| 1    | Gregor Stähli    | Suisse     | 245    |
| 2    | Chris Soule      | États-Unis | 218    |
| 3    | Martin Rettl     | Autriche   | 157    |
| 4    | Jeff Pain        | Canada     | 155    |
| 5    | Jim Shea         | États-Unis | 151    |
| 6    | Duff Gibson      | Canada     | 139    |
| 7    | Philippe Cavoret | France     | 123    |
| 8    | Lincoln DeWitt   | États-Unis | 117    |
| 9    | Willi Schneider  | Allemagne  | 115    |
| 10   | Christian Auer   | Autriche   | 115    |

## Classement général féminin
| Rang | Nom                | Pays        | Points |
| ---- | ------------------ | ----------- | ------ |
| 1    | Alex Coomber       | Royaume-Uni | 115    |
| 2    | Maya Pedersen      | Suisse      | 114    |
| 3    | Lindsay Alcock     | Canada      | 109    |
| 4    | Lea Ann Parsley    | États-Unis  | 105    |
| 5    | Michelle Kelly     | Canada      | 90     |
| 6    | Steffi Hanzlik     | Allemagne   | 89     |
| 7    | Diana Sartor       | Allemagne   | 69     |
| 8    | Ekatarina Mironova | Russie      | 66     |
| 9    | Monique Riekewald  | Allemagne   | 64     |
| 10   | Tristan Gale       | États-Unis  | 53     |

## Résultats

### Hommes
| Date             | Lieu         | Vainqueur     | Deuxième      | Troisième   |
| 16 novembre 2001 | Königssee    | Gregor Stähli | Chris Soule   | Jeff Pain   |
| 21 novembre 2001 | Igls         | Gregor Stähli | Martin Rettl  | Chris Soule |
| 14 décembre 2001 | Calgary      | Gregor Stähli | Martin Rettl  | Chris Soule |
| 20 décembre 2001 | Lake Placid  | Gregor Stähli | Jim Shea      | Chris Soule |
| 17 janvier 2002  | Saint-Moritz | Chris Soule   | Gregor Stähli | Duff Gibson |

### Femmes
| Date             | Lieu         | Vainqueur      | Deuxième           | Troisième       |
| 16 novembre 2001 | Königssee    | Steffi Hanzlik | Diana Sartor       | Lindsay Alcock  |
| 21 novembre 2001 | Igls         | Maya Pedersen  | Alex Coomber       | Lea Ann Parsley |
| 14 décembre 2001 | Calgary      | Lindsay Alcock | Maya Pedersen      | Alex Coomber    |
| 20 décembre 2001 | Lake Placid  | Alex Coomber   | Ekatarina Mironova | Steffi Hanzlik  |
| 17 janvier 2002  | Saint-Moritz | Michelle Kelly | Lea Ann Parsley    | Lindsay Alcock  |